# 合歡尖山
合歡尖山，是台灣的一座山峰，位於南投縣仁愛鄉大同村與花蓮縣秀林鄉富世村交界，處太魯閣國家公園範圍內，位在中央山脈北段主脊上，為合歡群峰的一座山峰，海拔3217.7公尺。山頂無基石，有立牌標示合歡尖山。位於省道台14甲線33公里合歡山中心旁，交通方便。